# オゼヌマアザミ
オゼヌマアザミ（尾瀬沼薊、学名 Cirsium homolepis）はキク科アザミ属の多年草。

## 特徴
茎の高さは0.5-1.5mであり、まれに2mほどの個体もある。茎につく葉の基部は茎を抱き、葉は羽状に深裂し、縁のとげは鋭くない。
花期は7-9月で、上向きに1-3個の花をつける。花（頭状花序）は筒状花のみで構成されており、花の色は紫色である。
直立した太針状の総苞片が総苞を密に覆う。花期には根生葉は残っていない。　

## 分布と生育環境
アザミ属は、分布域が比較的広いものと極端に狭い地域固有種がある。オゼヌマアザミの分布域は狭く、群馬県、福島県、新潟県にまたがる尾瀬及び同県内の湿地に限られ、尾瀬以外ではごくまれに見られる。
基準産地は尾瀬。

## ギャラリー

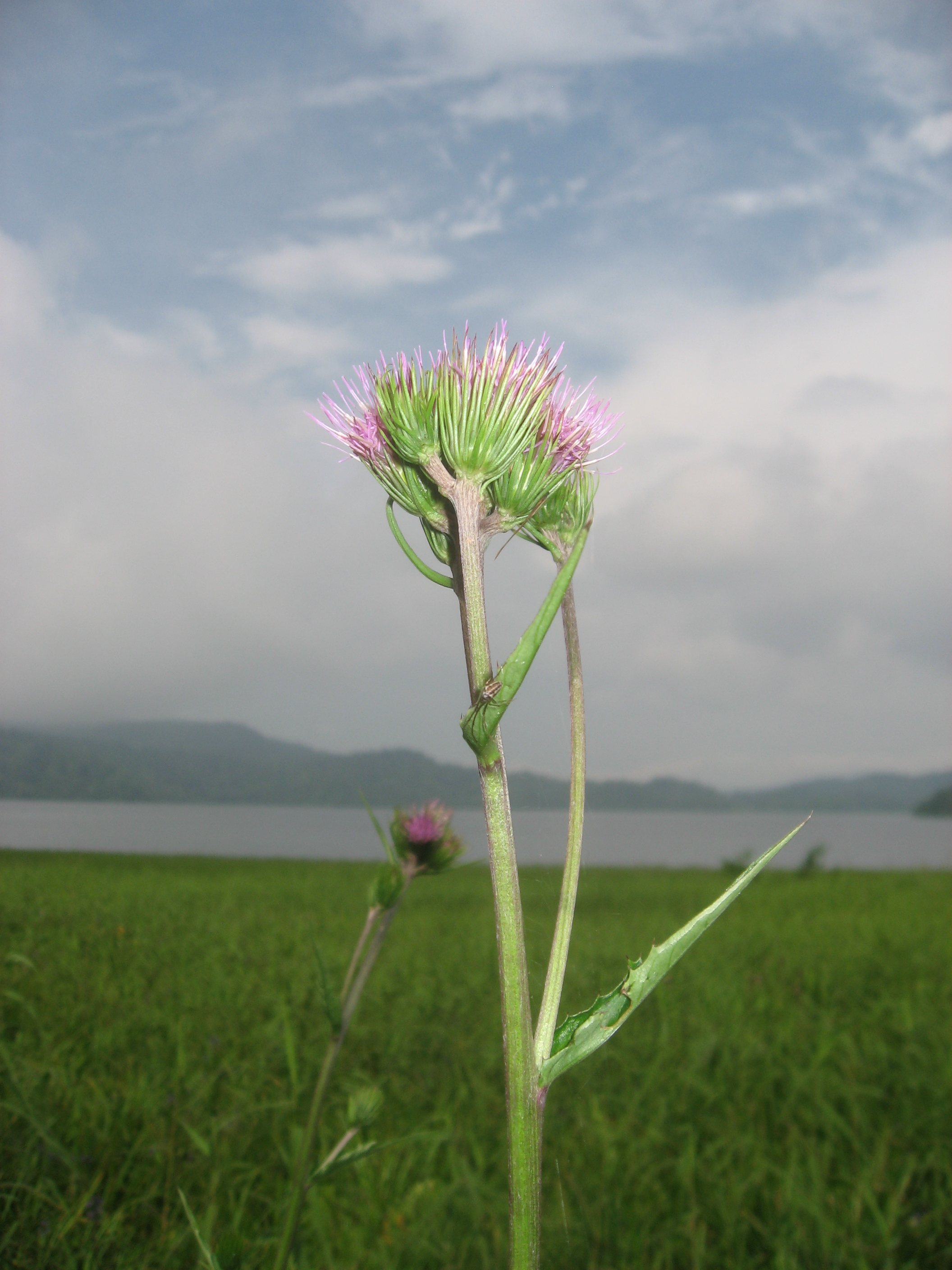
尾瀬沼畔
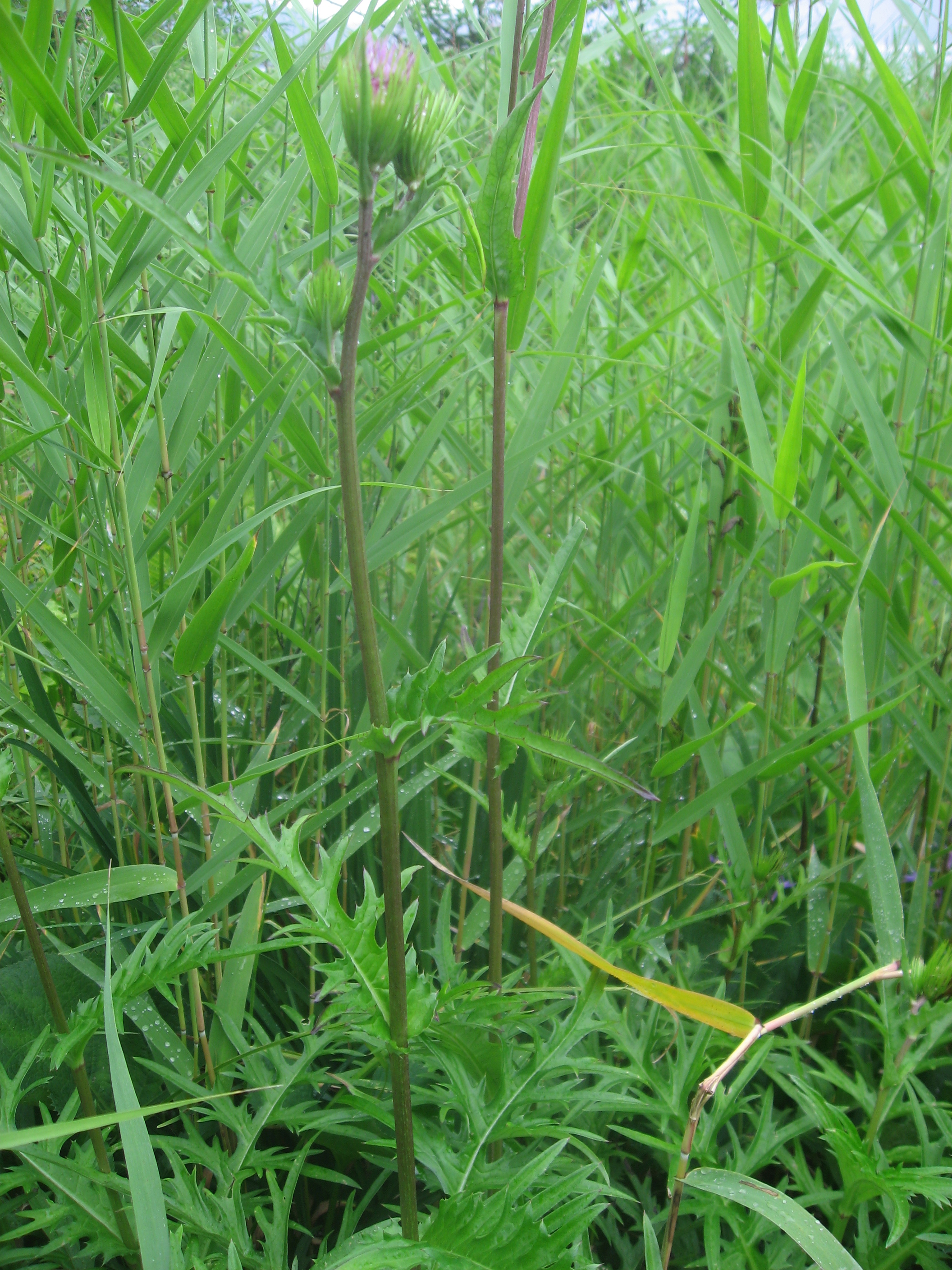
葉の基部は茎を抱く